# Maria Susanna Cummins

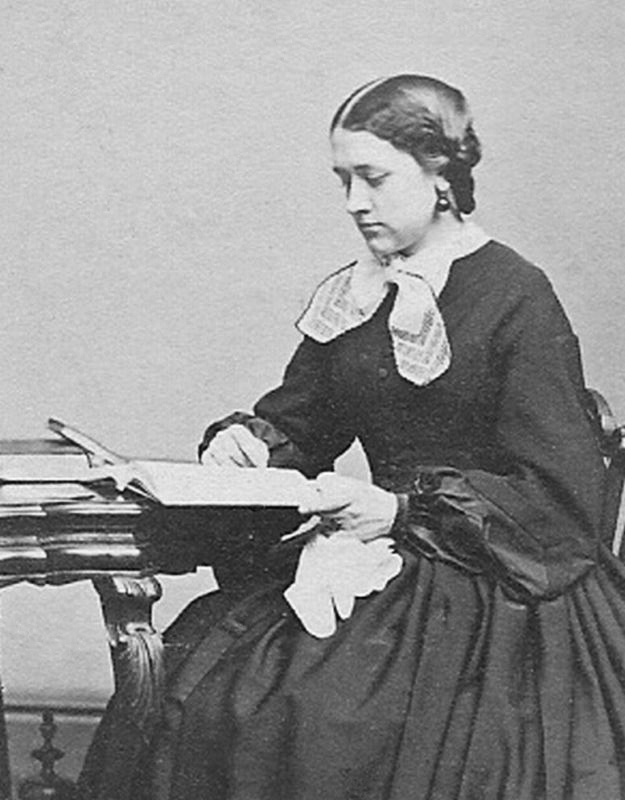
Maria Susanna Cummins (undatiert)

Maria Susanna Cummins (* 9. April 1827 in Salem, Massachusetts; † 1. Oktober 1866 in Dorchester, Massachusetts) war eine US-amerikanische Schriftstellerin.

## Leben
Cummins wurde im April 1827 in Salem, Massachusetts, als Tochter des Juristen David Cummins und dessen dritter Ehefrau Maria Kittredge geboren. Durch den Beruf ihres Vaters zog die Familie kurz nach der Geburt zunächst nach Springfield und dann nach Dorchester, wo ihr Vater Richter am Court of Common Pleas des Norfolk County wurde. Ab ihrer Kindheit verbrachte somit auch Cummins den Großteil ihres Lebens in Dorchester. Vor allem auf Initiative ihres Vaters wurde sie besonders in den schönen Künsten ausgebildet und besuchte als Jugendliche ein progressives Mädcheninternat in Lenox, wo sie möglicherweise von der Schriftstellerin Catharine Sedgwick inspiriert wurde, der Schwägerin der Rektorin der Schule. Nach ihrer Rückkehr publizierte sie offenbar anonym einige Kurzgeschichten in den Magazinen und Zeitungen Neuenglands, die von der heutigen Forschung nicht mehr identifiziert werden können.
Im März 1854 veröffentlichte Cummins mit The Lamplighter ihren Debütroman, der die Lebensgeschichte einer Vollwaisin nachzeichnet, die trotz ihrer schrecklichen Ausgangslage zu einer reifen und moralischen jungen Frau heranwächst. Das Buch wurde in den damaligen Verhältnissen ein Bestseller und gilt heute nach Harriet Beecher Stowes Onkel Toms Hütte als am zweitmeisten verkaufter US-Roman der 1850er Jahre. Heute wird der Roman oftmals als sentimental novel bezeichnet; auch damals wurde er als zu leichte Kost kritisiert, unter anderem von Nathaniel Hawthorne. Cummins feierte mit Lamplighter den größten Erfolg ihrer Karriere, den spätere Romane wie Mabel Vaughan (1857), die in Syrien spielende Liebesgeschichte El Fureidîs (1860) und der Kriminalroman Haunted Hearts (1864) nicht mehr übertreffen konnten. Neben ihrer schriftstellerischen Laufbahn unternahm Cummins möglicherweise mehrere Reisen auch nach Europa und unterrichtete in Dorchester die Sonntagsschule in der unitarischen Gemeinde. Im Herbst 1866 starb sie in Dorchester 29-jährig an einer nicht näher bezeichneten Krankheit des Bauchraums.

## Veröffentlichungen
- The Lamplighter. John P. Jewett & Co., Boston 1854.
- Mabel Vaughan. John P. Jewett & Co., Boston 1857.
- El Fureidîs. Ticknor and Fields, Boston 1860.
- Haunted Hearts. J. E. Tilton, Boston 1864.